# HD 154345 b
HD 154345 b ist ein Exoplanet, der den rund 59 Lichtjahre von der Sonne entfernten Gelben Zwerg HD 154345 im Sternbild Herkules umkreist.

## Entdeckung
Der Planet wurde im Jahr 2006 von einem Astronomenteam um Jason T. Wright mit Hilfe der Radialgeschwindigkeitsmethode entdeckt und die Entdeckung Anfang 2007 bekanntgegeben. Sie basierte auf Beobachtungen am Keck-Observatorium auf Hawaii. HD 154345 b zählte zu den ersten als Jupiter analogs eingestuften Exoplaneten.

## Eigenschaften
HD 154345 b hat der Modellrechnung des Entdeckerteams eine Mindestmasse von annähernd einer Jupitermasse und benötigt etwas mehr als neun Jahre für eine Umkreisung seines Zentralsterns. Seine große Bahnhalbachse beträgt annähernd 4,2 AE, wobei die Bahn nahezu kreisförmig ist. HD 154345 b weist damit in Bezug auf Masse, Umlaufzeit, und Entfernung zum Stern eine große Ähnlichkeit zum Planeten Jupiter im Sonnensystem auf. Eine neuere Untersuchung von 2012 geht allerdings von einer höheren Exzentrizität der Bahn des Planeten aus.